# Адам Богдан
А́дам Бо́гдан (на унгарски: Ádám Bogdán) е унгарски футболист, който играе като вратар.

## Състезателна кариера

### Болтън
Започва кариерата си във Вашаш. На 1 август 2007 г. подписва двугодишен договор с английския Болтън Уондърърс. През 2009 г. преподписва с клуба за още два сезона.
През септември 2009 г. е пратен под наем в Крю Александра за срок от един месец.
Дебютът му за Болтън е при гостуването на Саутхамптън в мач от турнира за купата на Футболната лига, игран на 24 август 2010 г. и завършил с минимална победа на гостите. Пет дни по-късно записва и официален дебют във Висшата лига срещу отбора на Бирмингам Сити, след като титулярът Юси Яскеляйнен получава червен картон в 37 мин. На 31 март 2011 г. подновява своя контракт с клуба до лятото на 2014 г.
На 5 януари 2012 г. в мач от 20-ия кръг от шампионата на Висшата лига игран на Гудисън Парк допуска нелеп гол от половината на чуждото наказателно поле, отбелязан от вратарят на Евъртън Тим Хауърд.
На 14 януари 2012 г. спасява дузпа на Уейн Рууни, въпреки че отборън му губи с 3-0 от Манчестър Юнайтед на Олд Трафорд.
На 14 май 2012 г. на галавечеря по случай края на сезона, Богдан е избран за „Футболист на годината на Болтън“, след гласуването от привържениците на страниците на клубния сайт.
На 29 ноември 2012 г. подписва удължаване на договорът си с клуба до лятото на 2015 г.

### Ливърпул
На 1 юли 2015 г. след изтичане на договорът му преминава в състава на Ливърпул със свободен трансфер.